# Кац, Семён Юделевич
Семён Юделевич Кац (укр. Семен Юділевич Кац; 15 апреля 1915, Овруч, Овручский уезд, Волынская губерния — 2 апреля 1985) — советский украинский учёный-правовед, специалист в области гражданского процесса. Доктор юридических наук (1971), профессор (1973), профессор кафедры гражданского процесса Харьковского юридического института. Участник Великой Отечественной войны, майор.

## Биография
Семён Кац родился 15 апреля 1915 года в городе Овруч Овручского уезда Волынской губернии (ныне — территория Житомирской области Украины). Высшее образование получил в Харьковском юридическом институте (ХЮИ), который окончил в 1938 году.
После окончания ХЮИ поступил в аспирантуру в этом же вузе, а после её окончания и до 1941 года занимал должность ассистента на кафедре гражданского права и гражданского процесса ХЮИ. В 1939 году вступил в ВКП(б).
В июле 1941 года Семён Кац был призван в Красную армию. Принимал участие в боях Великой Отечественной войны, воевал на Западном, Калининском и 1-м Прибалтийском фронтах. В декабре 1944 года был ранен. Служил в 530-м стрелковом полку 156-й стрелковой дивизии, где занимал должность партийного организатора. Имел воинское звание майора.
После войны продолжил свою работу в ХЮИ: с 1946 вновь был ассистентом, а затем старшим преподавателем на кафедре гражданского права и гражданского процесса (с 1966 года — кафедре гражданского процесса), а в 1973 году стал доцентом этой кафедры. Семён Юделевич продолжал работать в ХЮИ вплоть до 1985 года, его последней должностью стала должность профессора кафедры гражданского процесса.
Семён Юделевич Кац скончался 2 апреля 1985 года.

## Научная деятельность
В сферу научно-исследовательских интересов Семёна Юделевича входили такие проблемы как участие прокурора в гражданском процессе, пересмотр в порядке судебного надзора решений, определений и постановлений, которые вступили в силу.
В 1949 году Семён Кац, защитив диссертацию на тему «Участие прокурора в советском гражданском процессе (в народном суде и в кассационной инстанции)», получил учёную степень кандидата юридических наук. В 1970 году в Харьковском юридическом институте защитил диссертацию «Проблемы пересмотра судебных постановлений по гражданским делам в порядке надзора» (специальность 712) и в 1971 году стал доктором юридических наук. В 1973 году ему было присвоено учёное звание профессора.
Занимался подготовкой учёных-юристов, был научным руководителем у двух соискателей степени кандидата юридических наук. Был одним из создателей Харьковской научно-педагогической школы процессуалистов.
Семён Кац был автором и соавтором более чем 60 опубликованных научных трудов, основными среди которых были: «Участие прокурора в советском гражданском процессе» (1958), «Вопросы нотариального права» (1962), «Нарушения производства в порядке надзора по гражданским делам» (1965), «Пересмотр решений в порядке надзора» (1965), «Научно-практический комментарий к ГПК УССР» (1973), «Судебный надзор в гражданском судопроизводстве» (1980) и «Советский гражданский процесс» (1982).

## Награды
Семён Юделевич был удостоен двух орденов Отечественной войны II степени (12 августа 1944 и 6 апреля 1986), ордена Красной Звезды (23 мая 1944), а также ряда медалей, среди которых были — «За отвагу» (5 декабря 1942), «За оборону Москвы» (27 сентября 1944) и «За победу над Германией в Великой Отечественной войне 1941—1945 гг.» (1945).